# Jack Chambers

## Biographie
Jack Chambers, (25 mars 1931-13 avril 1978), est un peintre et réalisateur canadien natif de London (Ontario). Jack Chambers effectue un séjour prolongé en Espagne au milieu des années cinquante dont six passées à l’Escuela Central de Bellas Artes de San Fernando à Madrid. L’Espagne lui avait été recommandé lors d’une visite impromptue à la maison de Pablo Picasso à Vaularis en France, qui lui avait conseillé spécialement d’aller étudier à Barcelone. Homme de profonde réflexion tout autant qu’artiste, fait significatif au chapitre de la nature de ses interrogations et de l’influence du milieu espagnol sur lui, il se convertit au catholicisme et est baptisé en Espagne en 1957. A son retour à London en 1961, il doit réévaluer la portée de son éducation récente qui dérive de la tradition artistique européenne alors qu’il se retrouve plongé dans un milieu artistique nord-américain en ébullition caractérisé de fortes pulsions créatrices régionales dans le cas particulier de London et entouré d’artistes en phase de grande expérimentation technique. En effet, ce milieu est marqué à l’époque par un fort courant néo-dadaïste qui explore toute une batterie de techniques de montage, collage et assemblage de ready-made. Greg Curnoe nous apprend qu’à son retour, Chambers fréquente beaucoup le cinéma, voit par exemple L’année dernière à Marienbadi d’Alain Renais, une remarque qui nous aide à discerner une possible influence sur la manière dont il situe ses personnages dans l’espace dans ses scènes de rêves «surréalistes». Tout comme pour Greg Curnoe, l’environnement immédiat comme source d’inspiration artistique devient primordial : la vie familiale, son épouse, ses enfants, les humbles objets du quotidien prennent toute la place. Par contre, une atmosphère singulière émane bientôt de ses tableaux : «The rich contemplative world of his paintings, in which the present is pregnant with the past, approaches silence as well as stillness. The silence is one of emotional discovery and peace, attained by a kind of dying into life.»ii Fasciné par le thème de la mort inévitable dès son adolescence, il a été suggéré que sa présence appréciable dans la culture espagnole n’a fait que renforcer chez lui un penchant existant, une intuition possible du sort qui l’attendait lorsqu’il prendra connaissance d’un diagnostic de leucémie en 1968, maladie à laquelle il survivra jusqu’en 1978.
La peinture de Chambers est passé de l'influence du surréalisme au photoréalisme au fil de son œuvre. Il a par ailleurs réalisé plusieurs films à partir des années 1960 dont The Hart of London, un film expérimental et poétique sur le conflit entre nature et civilisation dans sa ville natale. Le réalisateur américain Stan Brakhage a par ailleurs qualifié celui-ci "d'un des meilleurs films jamais réalisé"

### CARFAC
Chambers fut de plus le fondateur avec un groupe d’artistes de London, de la Canadian Artists’ Representation / Front des artistes canadiens (CARFAC) en 1968, après une escarmouche notoire avec le département des services éducatifs de la Galerie nationale à propos de droits de reproduction d’œuvres d’artistes canadiens à des fins pédagogiques.

### Œuvres
Dans Nature morte de la Renaissance, les deux plans superposés évoquent deux cadres de films qui répètent la même scène mais sont traitées différemment, la partie supérieure en aplat jaune arbore la silhouette découpée de la nature morte et la section inférieure pour sa part affiche une surface argentée. Mais avant de discuter de l’interaction dans ce tableau avec une pratique filmique concurrente ainsi que de sa peinture argentée, nous élaborerons sur la réflexion qu’il développe à la faveur de l’utilisation de la photographie comme source. Jack Chambers se sert de photographies comme point de départ depuis 1958, la plupart de format porte-monnaie. Cette utilisation n’est certainement pas banale comme elle a pu l’être dans le cadre de l’art conceptuel. Le geste est profondément réfléchi. Il se voit dans le continuum d’une longue tradition : «Photography got paintings out of the church. They got secularized onto postcards and into everyday use. They became available as objects. The Museum world became light and reappeared as newsprint. It can be put to use like any photo, like the Ingres nude [il a peint un tableau argenté qui montre un nu d’Ingres] can become contemporary something» .
Comme le mentionne l’artiste dans une autobiographie inédite dans les archives du MBAO (AGO), l’utilisation d’une photographie à la source d’une image peinte est : «… a transposition of flat signs to a flat surface». Et il porte un grand soin à distinguer ce que lui apporte la photo noir et blanc par opposition à la photo couleur: «Black & white fotos [sic] activate a sense of density and volume… It is primarily an arousal of the tactile sensation» et «Memories are rather b&w. For me it is more correct to say ‘while your life and perceptions happen in colour» Il formule une distinction entre la photo n/b dont il se sert comme objet trouvé et la photo couleur qui découle d’une intense expérience visuelle, qui devient par la suite l’outil qui l’aide à recréer sur toile cette expérience initiale. C’est à partir de cette perspective qu’il développe à la fin des années soixante son concept de réalisme perceptuel. En résumé, le caractère attractif de la photo provient de ce qu’elle arrête le temps, l’immobilise, cristallise le caractère anonyme des objets et lorsque la source est une reproduction de nature morte peinte, nous sommes alors confrontés à un arrêt double, avant la détérioration inexorable des objets ayant servi de modèles.
Les peintures argentées quant à elles datent de 1966-67 : «Quite by accident I found that silver paint gave a positive / negative image pendant on the angle of light and/ or the movement of the viewer. » Cette période coïncide avec la création de films expérimentaux; ne parlons-nous pas en effet en anglais de silver screen pour faire allusion aux écrans de projection. L’artiste explique ainsi le passage des peintures argentées au film : «There is a direct influence. These silver paintings are instant movies.»  Il s’explique : «I’ve been working with aluminum paint lately… There’s something translucent about silver; it has a built-in light effect. The painted surface changes when you move. It’s a light medium-an optical medium. I observed that silver gives a positive-to-negative image reversal depending on the source of light or where you view it from. As you move the positive forms become negative and vice versa coming back. The shift is to the physical sensation of seeing-as in seeing double when you don’t expect it. Space is the dimension created by the observer moving through the experience or in waiting for the experience when the work is lit by alternating light sources. The time implications are important. Time as a new dimension has come into view. The temporal insistence (the time it takes to view the variations as a whole or the time spent in waiting for the variations to be revealed) is the real difference here. It’s a different realism: space has become time.» .
Il élabore ultérieurement avec encore plus de précisions sur sa technique d’application. Au fond, le genre de la nature morte a souvent évoqué dans le passé la fugacité du temps, une caractéristique brillamment évoquée par les reflets éphémères de ses peintures argentées. D’autres artistes de cette période, Guido Molinari par exemple, prennent conscience de l’importance de la perception dans le temps, la reconnaissance d’une temporalité qui se rapproche du cinéma.
La compréhension du travail de Chambers s’avèrerait incomplète si nous omettions de parler de sa production filmique amorcée en 1966 et du film Hybrid 1967 en particulier. Fondateur aussi bien de la London Film Coop, il considérait ses films comme des extensions de concepts de peinture et de nouvelles façons de voir : «My interest in films is in the area of the original experience and new ways of seeing things» .
Il tourne le film muet Hybrid 1967, avec ses propres moyens avec comme objectif d’organiser une levée de fonds afin de faire parvenir de l’aide médicale au Vietnam. Le film en est un de protestation contre l’épandage du napalm au Vietnam qui touche en particulier les enfants. Il juxtapose des images tirées d’un film éducatif sur l’hybridation des roses (son grand-père était horticulteur) à des photographies des victimes; il s’était procuré ces images auprès du directeur d’une organisation new-yorkaise Angry Artists en possession de ces images mais qui ne pouvait les publier sur ordre du gouvernement américain. Chambers s’en fit faire des copies et les utilisa dans son film; il en parle comme un film de protestation humaine.
L’utilisation de la photographie lui permettait d’altérer le moins possible ce qu’il a voyait car il désirait transférer directement sur la toile l’essentiel d’une sensation/perception forte. Il développe alors par écrit des notions de réalisme perceptuel au fur et à mesure de son travail sur le grand tableau Towards London No. 1 1968-69 (coll. MBAO). Il se donne la tâche d’en fournir des précisions afin de se débarrasser de l’étiquette de réalisme magique qu’on lui accole et qu’il déteste. Il explique : «Over the past eight years I have kept some notes on certain aspects of my work, those to do with the phenomenon called intuition, imagination, insight and which I call perception.» xix Il se lance dans le projet de publication d’un ouvrage avec comme fil conducteur la perception; l’ensemble est construit comme un collage de textes de toutes provenances, en art, science, politique, philosophie, psychologie, sources occultes. Red and Green, «a meaningful sequence of quotes which result in a kind of perceptual journal» est mis en marche mais reste inédit.

## Prix
- Prix Victor-Martyn-Lynch-Staunton (1972)